# 太田家元九郎
太田家 元九郎（おおたや がんくろう、本名：太田 元、1954年〈昭和29年〉1月3日 - 2014年〈平成26年〉7月18日）は、落語協会所属の津軽三味線漫談家。出囃子は『津軽甚句』、紋は『丸に桔梗』。

## 人物と芸風
唯一の、津軽三味線主体の寄席芸人。津軽弁の漫談（代表的なネタとして、津軽三味線の奏者として海外の放送局などに招かれた際に居合わせた外国人から自国の音楽を三味線で演奏してくれ、と頼まれた話を回想する設定で様々な音楽を三味線で演奏するものがある。前フリとして「断ることができねぇんだ。何ったって日本、代表だかんな」と強調して演奏に入る。）に、曲弾きを織り交ぜ、「じょんから節」をキッチリ聴かせて締める。

## 略歴
- 1954年、青森県東津軽郡今別町で生まれる。
- 1972年、青森県立今別高等学校卒業。海上自衛隊に入隊し、敷設艦つがるに乗艦。
- 1977年、除隊し、菊池武の内弟子となる。
- その後上京し、浅草の民謡酒場『七五三』等に出演。
- 1987年、家元として『三元会』を結成。
- 1999年、3代目古今亭志ん朝一門の客分に納まり、落語協会に加盟（ボーイズバラエティ協会にも籍を置いていた）。
- 2014年7月18日、午後8時24分、脳出血のため東京都文京区の病院で死去[1]。60歳没。

## メディア出演

### ラジオ
- 真打ち競演（NHKラジオ第1放送 ）
- ラジオ寄席（JRN）

など